# Дубинин, Александр Васильевич
Александр Васильевич Дубинин — советский хозяйственный и политический деятель.

## Биография
Родился в 1919 году в поселке Великодворский. Член КПСС.
В 1933—1937 — ученик счетовода, счетовод Гусевского стекольного завода.
Окончил Ленинградский электротехнический институт имени В. И. Ульянова.
Участник Великой Отечественной войны в составе дивизии народного ополчения на Ленинградском фронте
В 1943—1949 гг. — инженер и начальник бюро на Верхне-Волжском предприятии Электромортреста в городе Горький.
В 1949—1952 гг. — начальник бюро технологической подготовки производства Молотовского цеха № 11.
В 1952—1954 гг. — начальник цеха № 1 Электромонтажного предприятия № 8.
В 1954—1960 гг. — директор машинно-тракторной, ремонтно-тракторной станций в селе Холмогоры Архангельской области.
В 1961—1980 гг. — директор Электромонтажного предприятия № 8 / завода «ЭРА» / генеральный директор СПО «Арктика».
Делегат XXII съезда КПСС.
Заслуженный машиностроитель РСФСР (1979).
Умер в 1980 году в Северодвинске.
Именем Дубинина названа площадь в Северодвинске, в 2021 году установлен памятник.

## Награды
- Орден Ленина (1966)
- Орден Октябрьской Революции (1974)
- Орден Трудового Красного Знамени (1963, 1970)